# Kiara Timas
Aura Kiara Timas Paquete (Guiné-Bissau, 22 de março de 1984) mais conhecida como Kiara Timas é uma cantora, atriz, compositora e empreendedora Portuguesa. 
Filha de pai guineense e mãe cabo-verdiana, cresceu em Lisboa, veio para Portugal com 3 anos. Na adolescência foi convidada a fazer um curso de modelo, a partir daí fez vários trabalhos como modelo e atriz.
Participou na série Morangos com Açúcar, e faz parte da girls band Just Girls, contribuindo para a venda de mais de 250 mil álbuns, alcançando 11 discos de platina e atuando em mais de 200 espetáculos ao vivo.
Em 2024 voltou aos placos com as Just Girls.